# Karolina Světlá
Karolina Světlá (właśc. Johanna Rottová, po mężu Johanna Mužáková; ur. 24 lutego 1830 w Pradze, zm. 7 września 1899 tamże) – czeska pisarka i feministka. Siostra Sofie Podlipskiej.

## Życiorys
W 1852 roku wyszła za mąż za nauczyciela Petra Mužáka. W 1870 roku założyła z Elišką Krásnohorską pismo Ženské listy. W 1871 roku była współzałożycielką jednego z pierwszych w Austro-Węgrzech stowarzyszeń kobiecych noszącego nazwę Ženský výrobní spolek český. Jego zadaniem było pomagania dziewczętom z ubogich rodzin, ich edukacja i pomoc w znalezieniu pracy. Prowadziła wykłady w założonym przez Vojtę Náprsteka Americkiégo klubu dam. W 1875 roku zaczęła mieć problemy ze wzrokiem, które z czasem pogłębiły się, prowadząc do prawie pełnej ślepoty.

## Twórczość
Jest uważana za twórczynię czeskiej powieści. Należała do pisarskiej grupy Majowców. Mentorka Eliški Krásnohorskiej – wprowadziła ją w świat literatury i feminizmu. Jej pierwsza powieść Vesnický román (Wiejska powieść) ukazała się w 1867 roku. Napisała:

### Powieści
- 1861: První Češka
- 1867: Vesnický román[2] Wiejski romans. Przełożył Bronisław Grabowski Katowice 1908[6]
- 1868: Kříž u potoka[2]
- 1869: Kantůrčice
- 1870: Frantina
- 1870: Poslední paní Hlohovská[5] Ostatnia pani Głogowska: powieść z drugiej połowy XVIII-go stulecia w przekładzie M. Cz. Przewóskiej Warszawa 1903[7]
- 1872: Zvonečková královna[5] Dzwoneczkowa królewna. Przekład Zdzisław Hierowski Warszawa PIW 1949[8]
- 1873: Nemodlenec
- 1882: Miláček lidu svého

### Opowiadania
- 1858: Dvojí probuzení
- 1859: Sestry
- 1859: Společnice
- 1860: O krejčíkovic Anežce
- 1860: Zamítání
- 1860: Láska k básníkovi[2]
- 1860: Za májového večera
- 1862: Několik archů z rodinné kroniky
- 1863: Cikánka
- 1863: Ještě několik archů z rodinné kroniky
- 1863: Lesní panna[9]
- 1863: Skalák
- 1864: Na úsvitě
- 1864: Lamač a jeho dcera
- 1866: Z tanečních hodin
- 1866: Rozcestí
- 1870: Večer u koryta
- 1871: Hubička
- 1871: Mladší bratr
- 1871: Černý Petříček[2]
- 1872: Ten národ
- 1872: Námluvy
- 1873: Nebožka Barbora
- 1873: Okamžik
- 1874: Konec a počátek
- 1878: V zátiší
- 1879: Teta Vavřincová
- 1882: Divousové
- 1884: Z vypravování staré žebračky
- 1885: V hložinách
- 1886: Poslední poustevnice
- 1887: Josefů Josef
- 1888: Větrně
- 1889: Za starých časů
- 1890: U sedmi javorů
- 1891: Blázínek

## Upamiętnienie
- 12 lipca 1931 odsłonięto w miejscowości Světlá pod Ještědem pomnik autorstwa Josefa Bílka(inne języki)[9]
- Pomnik przy Placu Karola w Pradze[10].
- Tablica pamiątkowa przy ulicy Resslova w Pradze[10].
- W 1898 roku, jeszcze za życia pisarki jej imieniem nazwano ulicę w Pradze[10].